# Khaosai Galaxy
Khaosai Galaxy (Phetchabun, 15 mei 1959) is een Thais voormalig professioneel bokser.

## Carrière
Khaosai werd geboren als Sura Saenkham in de provincie Phetchabun in Noord-Thailand. Hij was in de begin jaren 1980 een Muay Thai-vechter en nam de professionele naam Galaxy over van een restaurant en nachtclub, die eigendom was van de vriend van zijn manager. Khaosai had een enorme stootkracht, vooral in zijn linkerhand. Op advies van zijn manager en trainer stapte hij over naar het westerse boksen.
Galaxy begon zijn profcarrière in 1980. Op 21 november 1984 werd hij WBA-wereldkampioen supervlieggewicht nadat hij de Dominicaan Eusebio Espinal in de zesde ronde knock-out sloeg.
Galaxy verdedigde zijn titel 19 keer. Zijn laatste titelverdediging was tegen Armando Castro op 21 december 1991. Hij beëindigde zijn carrière na dit gevecht. In 1999 werd hij opgenomen in de International Boxing Hall of Fame.
Na zijn bokscarrière acteerde hij in enkele films en series. Hij verscheen onder meer in de films Suriyothai (2001) en The Bodyguard (2004).